# Quitzow (Perleberg)
Quitzow ist ein Ortsteil der Stadt Perleberg im brandenburgischen Landkreis Prignitz. Der Ort zählt 298 Einwohner (Stand 2024). Angela Merkel lebte kurz nach ihrer Geburt für drei Jahre in Quitzow, nach dem Umzug ihrer Eltern aus Hamburg.

## Geografie
Der Ortsteil Quitzow liegt circa 3,5 Kilometer nordwestlich des Perleberger Stadtkerns. Benachbart liegen außerdem die Perleberger Ortsteile Schönfeld im Norden, Wüsten-Buchholz und Groß Buchholz im Nordosten sowie Sükow im Südwesten. Im Nordwesten grenzt Quitzow an die Gemeinde Karstädt.
Die Südostgrenze von Quitzow verläuft zum Teil entlang der historischen Perleberger Landwehr. Auf Perleberger Seite findet sich die Ortslage Perlhof. Nahe diesem, bei der Quelle der Perle, sind noch Reste der Landwehr erhalten.
Im Süden liegt der Wohnplatz Henningshof zwar auf Quitzower Seite der alten Landwehr, gehört aber heute zur Kernstadt Perleberg.

## Geschichte
Urkundlich ist das Angerdorf Quitzow selbst erstmals 1299 belegt (Quitsow). Der Name ist slawischen Ursprungs. In der Literatur wird gelegentlich vermutet, das 1271 erstmals belegte Adelsgeschlecht von Quitzow habe seinen Namen von diesem Ort abgeleitet. Wahrscheinlicher ist jedoch eine Benennung der Familie nach Quitzöbel an der Elbe. Um 1200 kam Quitzow jedoch als Lehen an Johan Gerold und Henning von Quitzow, die als Vasallen im Dienst des Johannes Gans zu Perleberg standen, und dürfte deren Namen erhalten haben. 1384 verlieh der Havelberger Bischof an Wedego von Quitzow (urkundlich 1379 Knappe auf Burg Quitzow) das Rittergut Rühstädt; Wedego verkaufte daraufhin das Gut Quitzow 1386 an die Familie von Platen.
Im 20. Jahrhundert befand sich in Quitzow ein Haltepunkt der Westprignitzer Kreisringbahn. Deren Betrieb wurde 1975 aufgegeben. 2003 wurden die letzten Gleisabschnitte demontiert.
In der DDR führte durch Quitzow mit der Fernverkehrsstraße 5 bis 1982 die Transitstraße Hamburg–West-Berlin. In Quitzow lag die einzige Raststätte der Strecke. Sie besaß einen Intershop.
Am 3. Juli 1972 wurden Schönfeld und Groß Buchholz nach Quitzow eingemeindet. Am 6. Dezember 1993 erfolgte die Eingliederung von Quitzow in die Kreisstadt Perleberg.

## Wirtschaft und Infrastruktur
Das Gewerbe- und Industriegebiet Perleberg OT Quitzow umfasst 67 Hektar. Hier sind zahlreiche Unternehmen ansässig. An der Grenze von Quitzow zur Kernstadt Perleberg entsteht ein weiteres Gewerbegebiet.
Verkehr
Durch Quitzow verlaufen die Bundesstraße 5 und die Brandenburger Landesstraße 10. Die Bundesstraße 189 führt nur knapp am Ort vorbei.
Die Bahnstrecke Berlin–Hamburg verläuft etwa vier Kilometer westlich des Ortes. Die nächstgelegene Bahnstation an der Strecke ist der Bahnhof Karstädt.
Südlich bei Perleberg verläuft die Bahnstrecke Wittenberge–Strasburg.
Früher war Quitzow über die Westprignitzer Kreisringbahn angeschlossen, welche zwischenzeitlich stillgelegt ist.

## Bauwerke
Die Dorfkirche Quitzow wurde in mehreren Bauabschnitten errichtet. Der älteste Teil wird auf das späte 13. Jahrhundert datiert.

## Einwohnerentwicklung

Einwohnerentwicklung von Quitzow von 1800 bis 2013 nach nebenstehender Tabelle

| Datum         | Einwohnerzahl |
| ------------- | ------------- |
| 1800          | 239           |
| 1817          | 194           |
| 1840          | 315           |
| 1925          | 355           |
| 1939          | 330           |
| 1946          | 482           |
| 11. Jan. 2011 | 310           |
| 31. Dez. 2012 | 297           |
| 2. Jan. 2013  | 296           |